# Denim and Leather
Denim and Leather (рус. «Джинсы и кожа») — четвёртый студийный альбом английской хеви-метал группы Saxon. Был выпущен в 1981 году на французском лейбле Carrere.

## История
Большую часть 1981 года музыканты Saxon провели на гастролях и на запись нового альбома у группы практически не было времени. Альбом записывался с продюсером Найджелом Томасом. Denim and Leather стал первым альбомом Saxon, записанным не на территории Великобритании: диск записывался в студии Aquarius в Женеве и в принадлежащей группе ABBA студии Polar в Стокгольме. Saxon посвятили альбом своим поклонникам и их стилю одежды.
Альбом сопровождался тремя синглами: «And the Bands Played on», «Never Surrender» и «Princess of the Night». Добравшийся до 12-й позиции в британском чарте сингл «And the Bands Played on» стал самым успешным в истории группы. «Never Surrender» занял в чарте 18-ю позицию и стал последним на сегодня синглом Saxon, попавшим в Top-20. Denim and Leather оказался успешным альбомом с коммерческой точки зрения: в чарте Великобритании диск занял 9-е место, в шведском чарте — 21-е, а в чарте Нидерландов — 39-е, в ФРГ Denim and Leather стал первым диском Saxon, попавшим в хит-парад, заняв 37-е место. 7 января 1982 года Denim and Leather получил статус серебряного диска в Великобритании.
Альбом стал последним, записанным с ударником Питом Гиллом. По официальной версии, Гилл покинул группу из-за травмы руки, по другой информации, он был просто уволен. Новым ударником Saxon стал Найджел Глоклер, Гилл же позже играл в группе Motörhead.
В 1982 году песни «Princess of the Night», «Never Surrender» и «Fire in the Sky» вошли в концертный альбом группы The Eagle Has Landed. В 2008 году журнал «Classic Rock» включил Denim and Leather в число лучших альбомов 1981 года.

## Список композиций
Слова и музыка всех песен — Байфорд, Доусон, Гилл, Квинн, Оливер.
| №                   | Название                  | Длительность |
| ------------------- | ------------------------- | ------------ |
| 1.                  | «Princess of the Night»   | 4:01         |
| 2.                  | «Never Surrender»         | 3:15         |
| 3.                  | «Out of Control»          | 4:07         |
| 4.                  | «Rough and Ready»         | 4:51         |
| 5.                  | «Play It Loud»            | 4:11         |
| 6.                  | «And the Bands Played on» | 2:48         |
| 7.                  | «Midnight Rider»          | 5:45         |
| 8.                  | «Fire in the Sky»         | 3:37         |
| 9.                  | «Denim and Leather»       | 5:25         |
| Общая длительность: | Общая длительность:       | 38:00        |

| №   | Название                                                   | Длительность |
| --- | ---------------------------------------------------------- | ------------ |
| 10. | «20,000 Ft.» (Remix)                                       | 4:07         |
| 11. | «Bap Shoo Ap» (Live at Castle Donnington 1980)             | 6:41         |
| 12. | «Intro / And the Bands Played on» (Live 1981)              | 4:34         |
| 13. | «Princess of the Night» (Live at The Rainbow 16/12/81)     | 4:17         |
| 14. | «Midnight Rider» (Live at The Hammersmith Odeon 25/10/81)  | 5:40         |
| 15. | «Never Surrender» (Live at The Hammersmith Odeon 25/10/81) | 3:58         |
| 16. | «Fire in the Sky» (Live at The Hammersmith Odeon 25/10/81) | 2:41         |
| 17. | «Machine Gun» (Live at The Hammersmith Odeon 25/10/81)     | 2:43         |
| 18. | «Play It Loud» (Live at Wolverhampton 17/12/81)            | 5:25         |

## Участники записи
- Бифф Байфорд — вокал
- Грэм Оливер — гитара
- Пол Квинн — гитара
- Стив Доусон — бас-гитара
- Пит Гилл — ударные